# Typhistes elephas
Typhistes elephas is een spinnensoort in de taxonomische indeling van de hangmatspinnen (Linyphiidae).
Het dier behoort tot het geslacht Typhistes. De wetenschappelijke naam van de soort werd voor het eerst geldig gepubliceerd in 1922 door Lucien Berland.